# Abbazia di Marienstern (Mühlberg/Elbe)
L'abbazia di Marienstern (nota anche come Güldenstern) è stata un'abbazia cistercense nella città di Mühlberg/Elbe, nell'attuale Land del Brandeburgo, che fu chiusa nel XVI secolo a seguito della riforma protestante. Dal 2000 i padri dell'Ordine dei Missionari figli del Cuore Immacolato di Maria (Clarettiani) cercano, dietro compito del vescovo di Magdeburgo, Gerhard Feige, di riaprire l'abbazia.

## Storia e descrizione
L'abbazia fu fondata nel 1228 da una fondazione che faceva capo ai fratelli Ileburg. Il consenso al trasferimento della parrocchia di Mühlberg in una chiesa abbaziale fu dato dal margravio di Meißen Enrico III di Meißen, che fece anche numerose donazioni all'abbazia. Nel 1539, nel corso della Riforma, l'abbazia venne secolarizzata.
La chiesa abbaziale ha una sola navata, è costruita in laterizio in stile gotico con qualche elemento romanico. Nel 1565, dopo aver subito alcuni incendi, fu reinstaurata come chiesa parrocchiale della città vecchia di Mühlberg.
L'abbazia, ricostruita intorno al 1500, fu ristrutturata come edificio abitativo nel 1717, dopo che il Principe elettore di Sassonia l'aveva venduta ad un nobile.
Il refettorio, risalente al XIII/XIV secolo fu riorganizzato nel 1820 a scopi agricoli. Il restauro della chiesa abbaziale (dal 1992) fu patrocinato, fra gli altri, dal Deutschen Stiftung Denkmalschutz.
Il 24 maggio 2010 una tromba d'aria distrusse il campanile della chiesa.

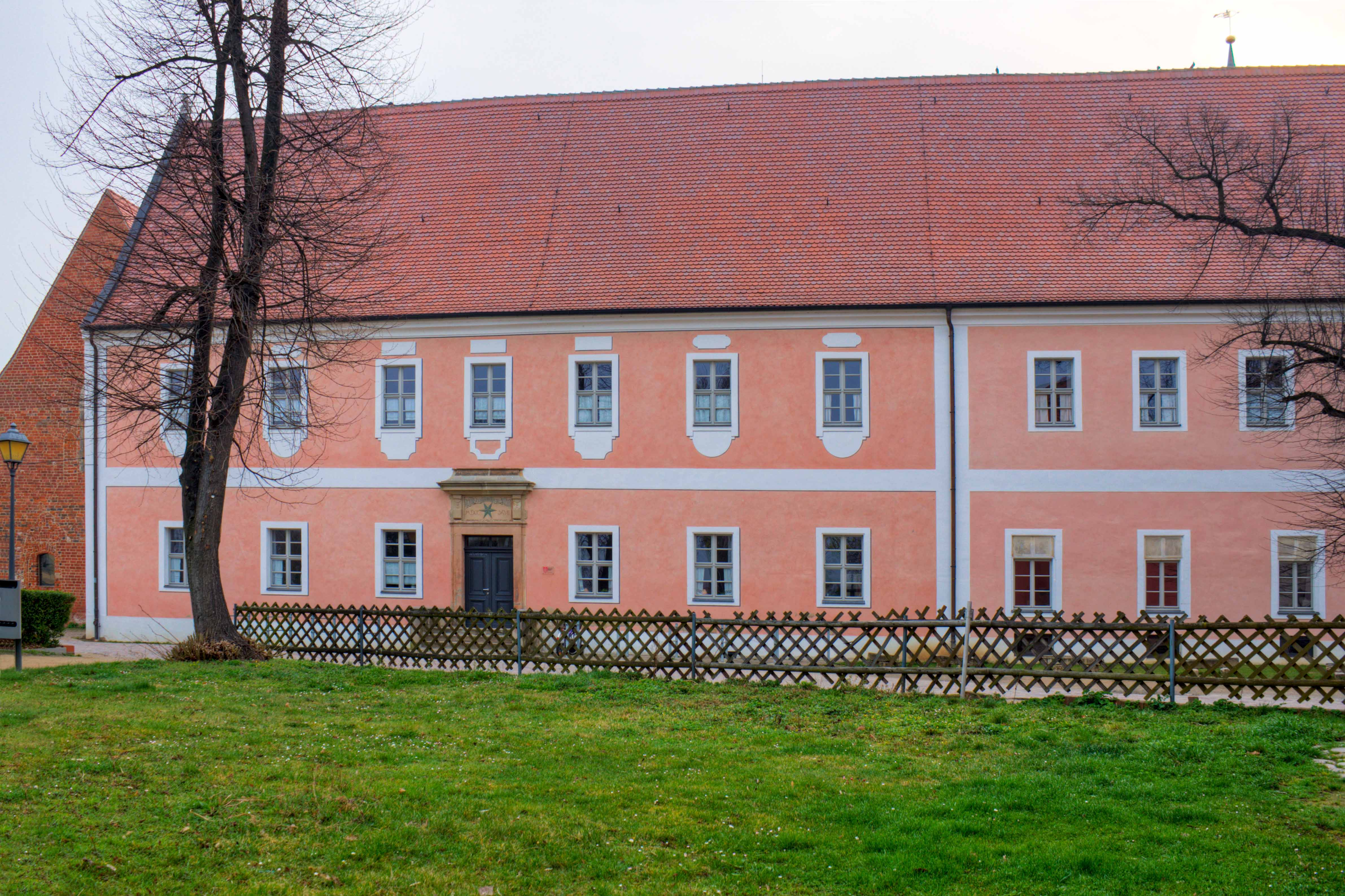
L'edificio dell'abbazia
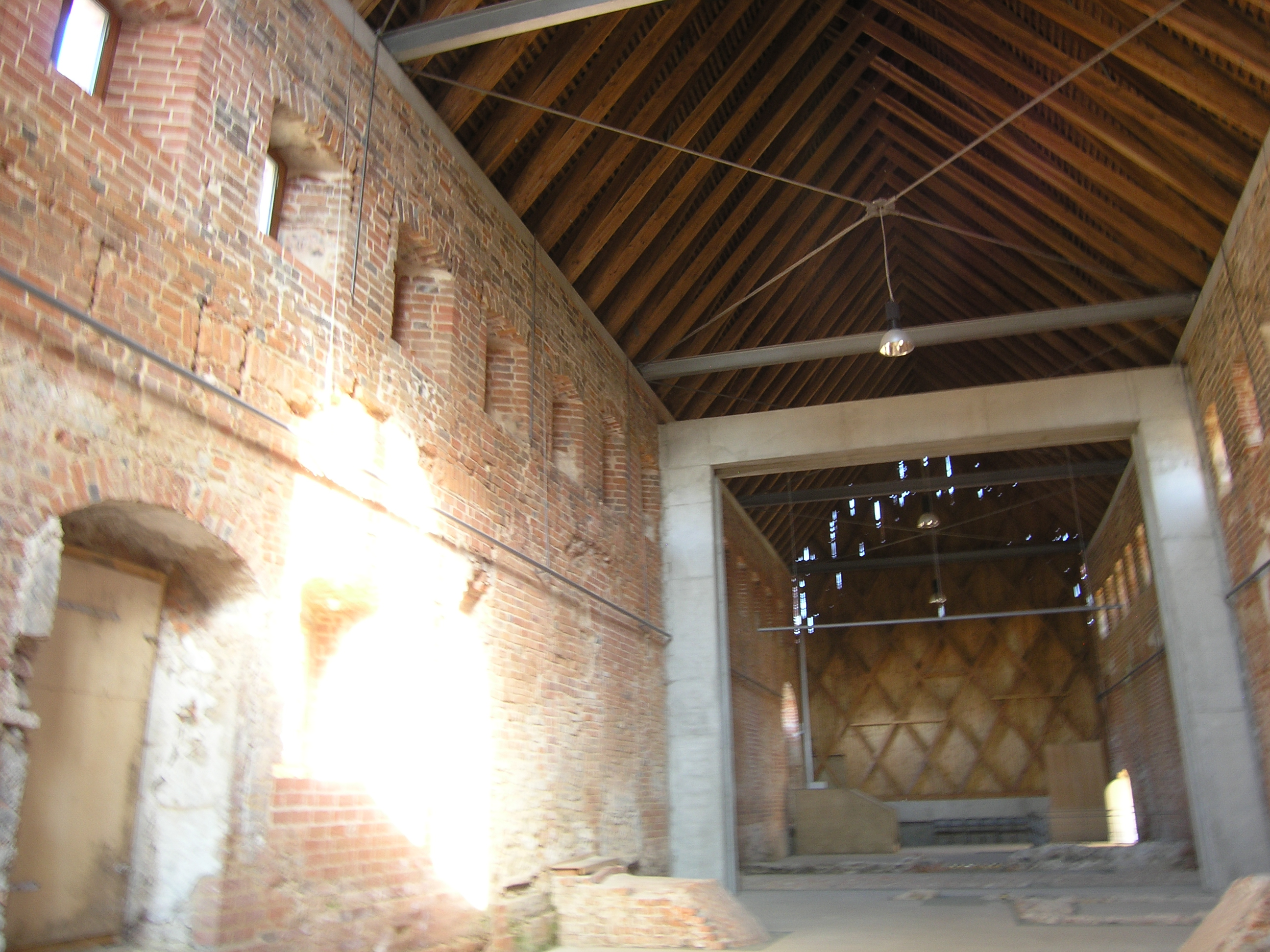
L'ex refettorio
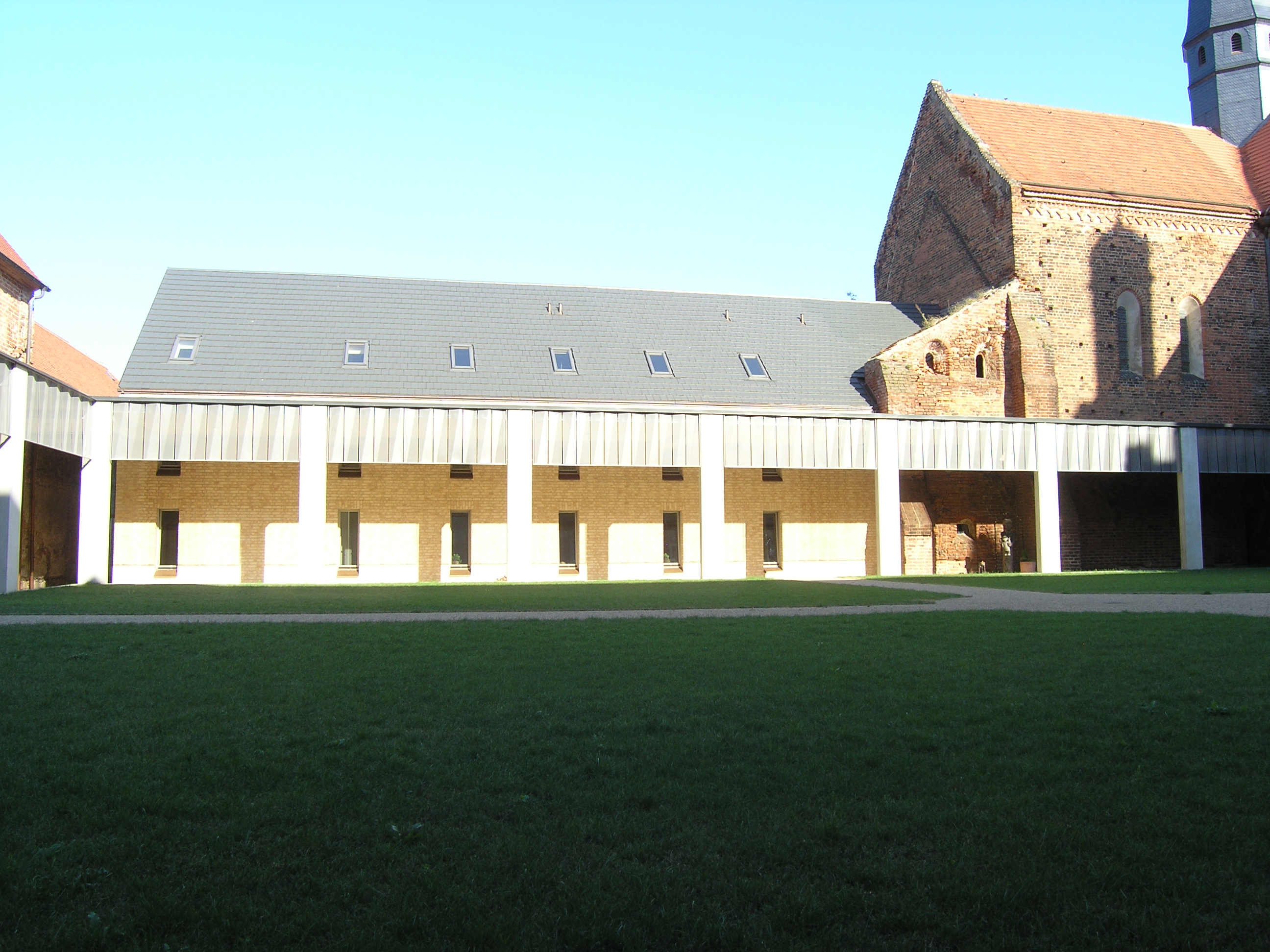
Il nuovo dormitorio
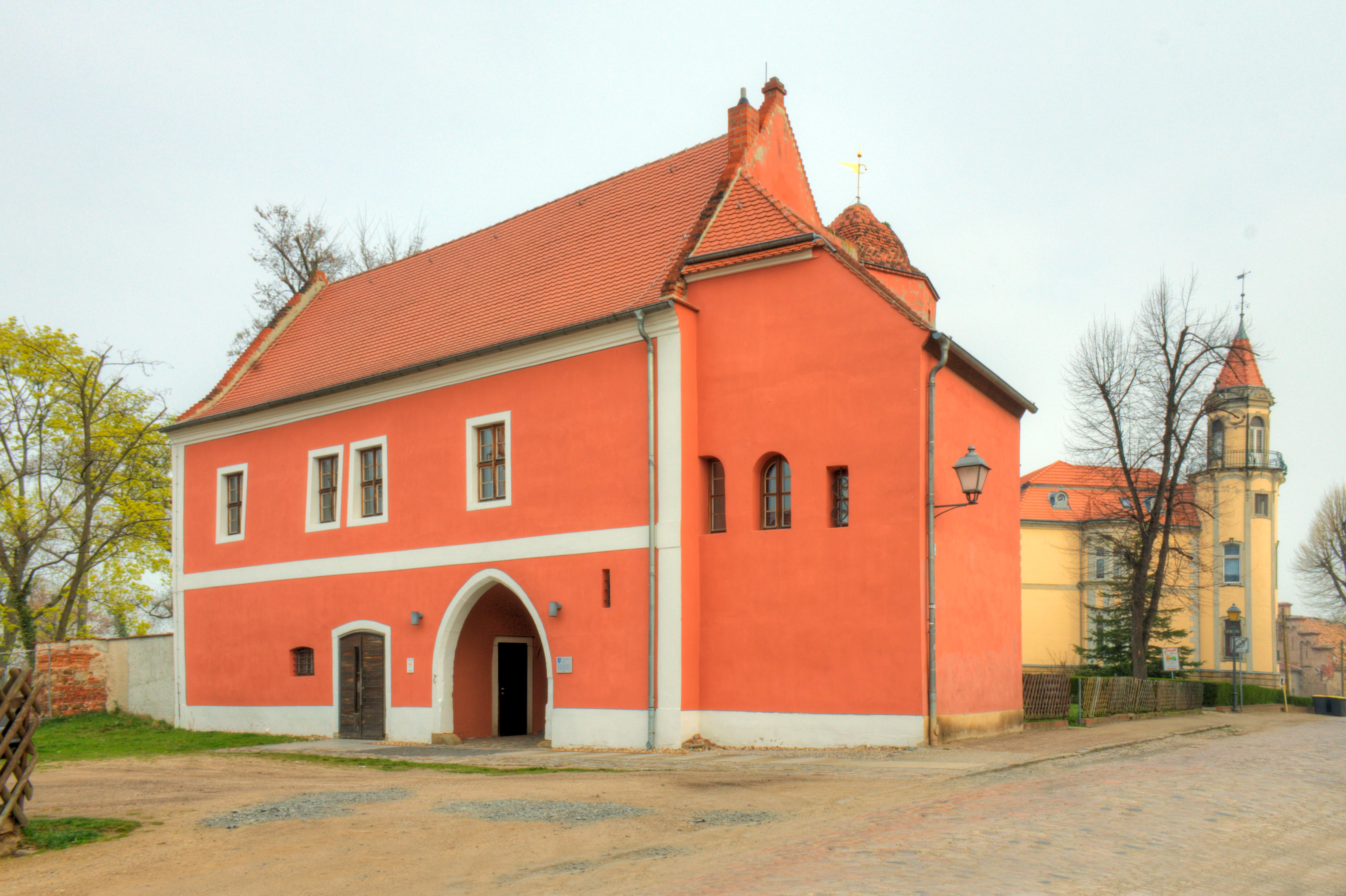
L'ospizio
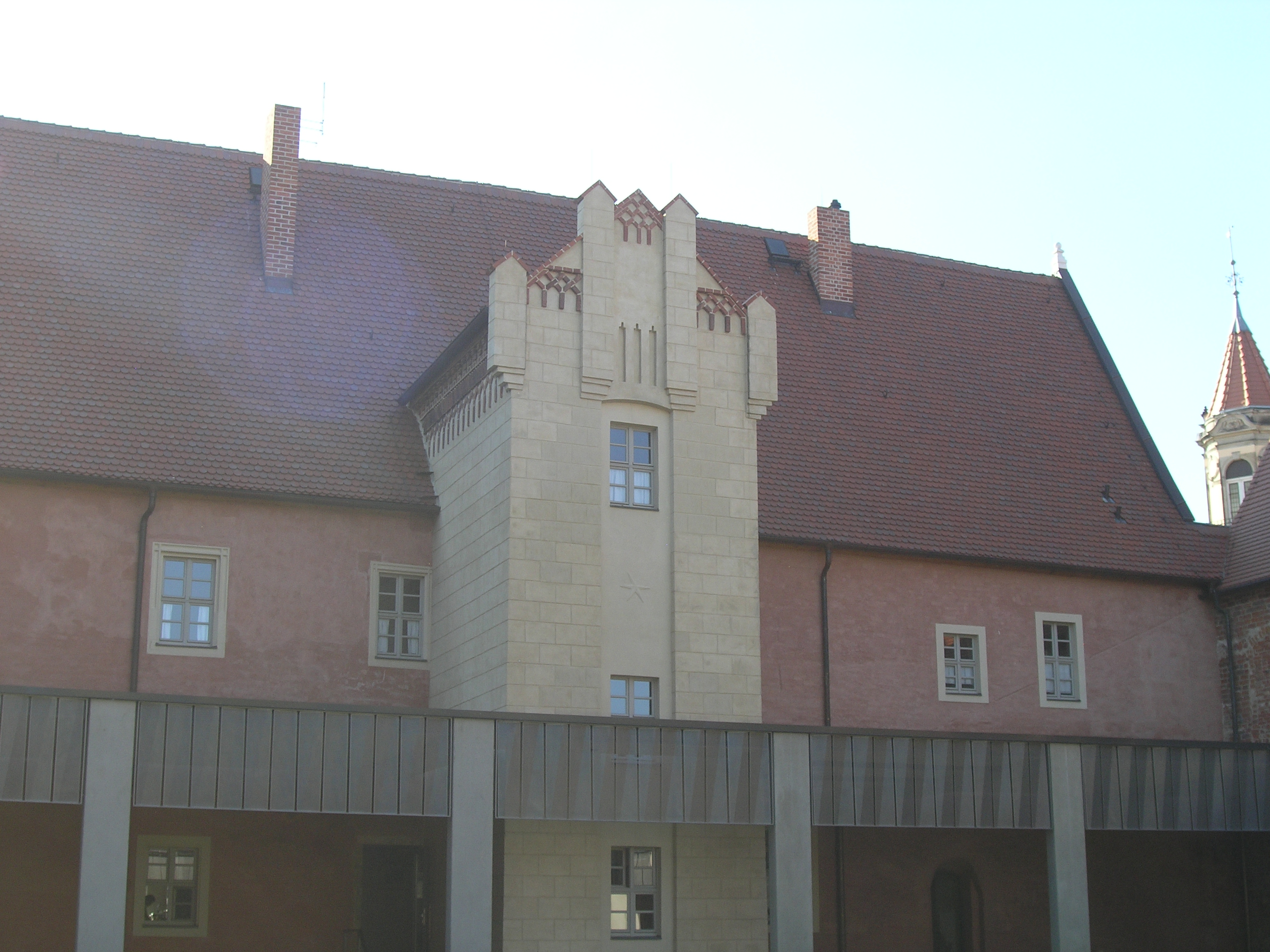
L'alloggio della badessa